# منابع طبیعی کوزوو
منابع طبیعی کوزوو (انگلیسی: Natural resources of Kosovo) به منابع کشور کوزوو می‌پردازد که کشوری سرشار از منابع طبیعی است. کوزوو عمدتاً سرشار از منابع زغال قهوه‌ای و مواد معدنی شامل: زغال‌سنگ، روی، سرب، نقره و کروم است این کشور همچنین دارای زمین‌های زراعی بسیار حاصلخیزی می‌باشد. کوزوو همچنین سرشار از جنگل‌ها، رودخانه‌ها، کوه‌ها و خاک مرغوب است. این کشوربه طور ویژه سرشار از زغال‌سنگ است و در بین کشورهای اروپایی رتبه سوم را در ذخایر زغال‌سنگ دارا است. ذخایر زغال قهوه‌ای کوزوو حدود ۱۴۷۰۰ میلیارد تن است که این کشور را در رتبه پنجم ذخایر زغال قهوه‌ای جهان قرار می‌دهد.
برنامه‌های دولتی برای بهره‌برداری بهینه از منابع طبیعی کوزوو عبارتند از:
1. توسعه صنایع استخراجی و فرآوری مواد معدنی مانند زغال‌سنگ، روی، سرب، نقره و کروم.
2. توسعه کشاورزی و بهره‌برداری بهینه از زمین‌های زراعی حاصلخیز.
3. توسعه پروژه‌های آبخیزداری برای حفظ و بهره‌برداری بهینه از منابع آبی.
4. توسعه صنایع تبدیلی و تکمیلی برای ارتقای ارزش افزوده مواد معدنی و کشاورزی.
5. توسعه صنایع گردشگری برای بهره‌برداری از جاذبه‌های طبیعی کوزوو. به‌طور کلی، دولت کوزوو برنامه‌های گسترده‌ای برای بهره‌برداری بهینه از منابع طبیعی این کشور دارد که در جهت توسعه اقتصادی و افزایش رفاه مردم این کشور است.

## منابع طبیعی در طول تاریخ
درگذشته زمانی، منابع طبیعی کوزوو جزو «ستون فقرات صنعت» محسوب می‌شد. با این وجود، به دلیل سرمایه‌گذاری ناکافی در زمینه تأمین تجهیزات منابع طبیعی، هم‌اکنون بازده کمی دارد. حال آنکه منابع طبیعی کوزوو قبلاً در اقتصاد این کشور از اهمیت ویژه ای برخوردار بودند، مواد معدنی و فلزاتی مانند: زغال قهوه‌ای، آلومینیوم، کروم، منیزیم، نیکل، سرب، روی، و چندین ماده مختلف دیگر به مصارف صنعتی می‌رسید. کوزوو از نظر تاریخی به عنوان مرکز معادن یوگسلاوی سابق بود. مجتمع صنعتی ترپچا در میتروویچا «بزرگ‌ترین مرکز استخراج معادن در یوگسلاوی سابق» بود. در زمان یوگسلاوی، کوزوو ۵۰٪ از ذخایر نیکل یوگسلاوی، ۳۶٪ زغال قهوه‌ای، ۴۸٪ ذخایر سرب و روی، ۴۷٪ از ذخایر منیزیم و ۳۲٫۴٪ از ذخایر کائولینیت جهان را در اختیار داشت. طی این سالیان، معادن موتور پیشرفت کوزوو بودند. با این حال، این بخش از منابع در دهه ۱۹۹۰ با کاهش روبرو گردید. به لحاظ تاریخی منابع طبیعی این منطقه از بالکان حتی قبل از یوگسلاوی مورد کاوش و استخراج قرار گرفته بودند. در دوران سلسله پادشاهی و سلطنت  استفان میلوتین (اواسط قرن چهاردهم) معادن نوو بردو ثروتمندترین معادن نقره در بالکان محسوب می‌شد، در حالی که دو معدن دیگر کوزوو پس از نوو بردو در ترپچا و جانجوو بودند.
منابع طبیعی برای اقتصاد کوزوو بسیار مهم هستند و بدون این منابع طبیعی، اقتصاد کشور به شدت تحت تأثیر قرار می‌گیرد. منابع طبیعی اصلی کوزوو شامل موارد زیر است:
- سرب
- روی
- نقره
- نیکل
- کبالت
- مس
- آهن
- زغال‌سنگ
- کروم

در اواسط قرن ۱۴ و ۱۵، نوو بردو قلب اقتصاد محلی بود و به شهر نقره و طلا معروف بود. به دلیل اهمیت عظیم این شهر، از آن بسیار محافظت می‌شد و آخرین شهری بود که در حملات عثمانی در قرن پانزدهم به تصرف درآمد. اطلاعات مربوط به سالهای ۱۹۳۱ تا ۱۹۹۸ نشان می‌دهد که کل تولید مجتمع صنعتی ترپچا در این مدت به قرار زیر بود.

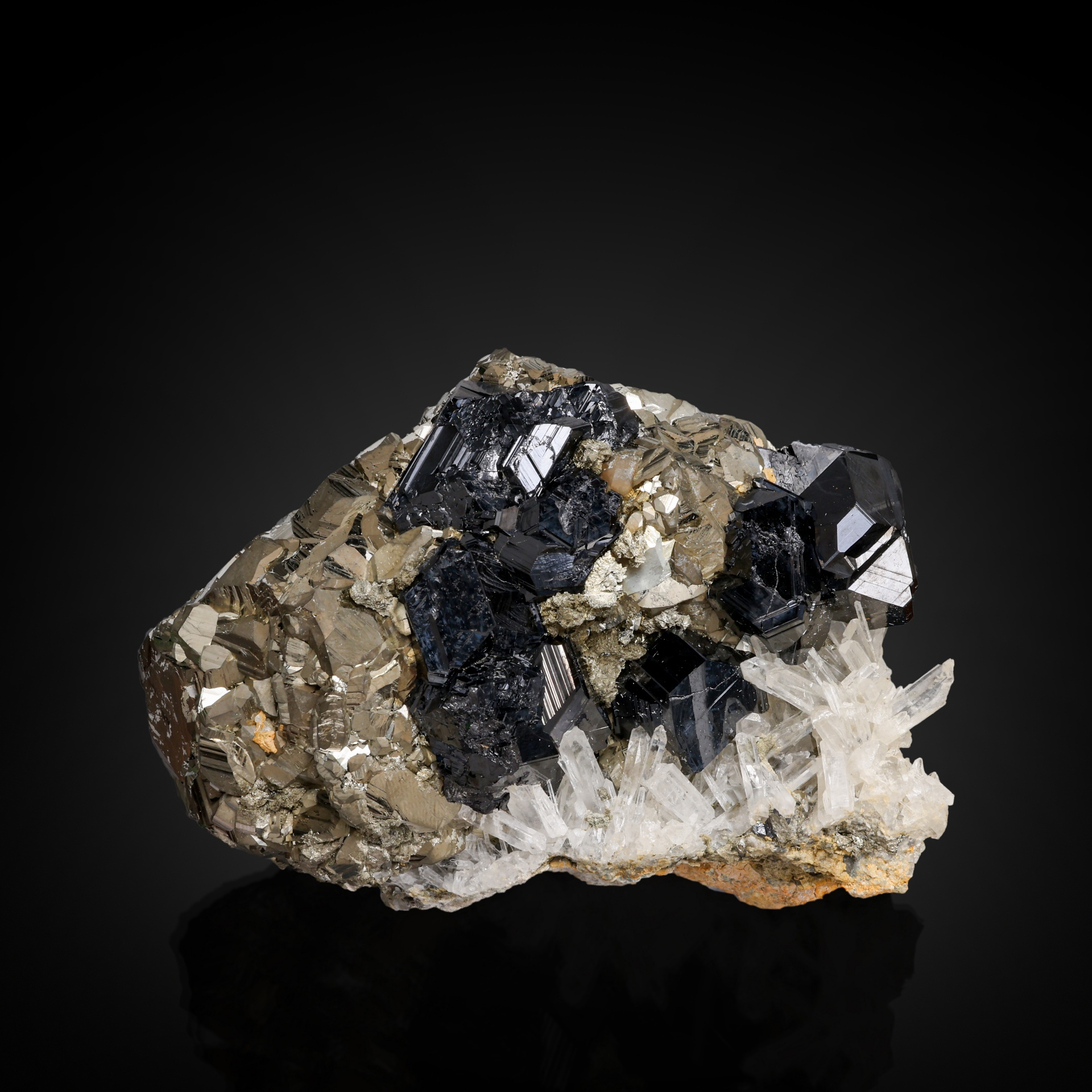
پیروتیت اکتشاف شده در مجتمع ترپچا Trepča، منطقه Mitrovica، کوزوو

### تولید مجتمع صنعتی ترپچا
- سرب: ۲٬۰۶۶٬۰۰۰ تن
- روی: ۱٬۳۷۱٬۰۰۰ تن
- نقره: ۲٬۵۶۹ تن
- بیسموت: ۴٬۱۱۵ تن
- کادمیوم (۱۹۶۸–۱۹۸۷) ۱٬۶۵۵ تن.[۱۱]